# Supercopa Uruguaya 2022
La Supercopa Uruguaya 2022 fue la quinta edición de este torneo, en la cual se enfrentaron a partido único el Campeón Uruguayo 2021, Peñarol, y el ganador del Torneo Apertura 2021, Plaza Colonia. En esta edición fue la primera vez que Nacional no disputó el torneo, hasta el momento el único club con asistencia completa. El campeón de la edición 2022 fue el Club Atlético Peñarol alcanzando su segunda Supercopa Uruguaya.

## Sistema de disputa
Se juega una final a partido único, el equipo que gane el partido, se consagrará como campeón de la Supercopa. 
En caso de empate, se juegan 30 minutos de alargue y si persiste la paridad, se disputa una tanda de penales para definir al campeón.
El partido se disputó en el Estadio Domingo Burgueño Miguel en Maldonado.

## Equipos participantes
Se iba a disputar entre los equipos vencedores del Campeonato Uruguayo de Primera División 2021 y el Torneo Intermedio 2021. Sin embargo, las autoridades de la AUF se enfrentaron a un problema: el reglamento establecía que la copa se dispute entre el Campeón Uruguayo y el ganador del Torneo Intermedio (o subcampeón, si fuese el mismo club), certamen que no se realizó. Ante el vacío legal, Peñarol se movió rápidamente para que la copa se disputase igual y simplemente se le buscara otro rival. Se propuso a Nacional como vicecampeón uruguayo, pero el delegado tricolor señaló que su calendario no les permitiría realizar el partido antes del comienzo de la temporada, por lo cual se designó a Plaza Colonia como rival, valiéndose de haber ganado uno de los torneos cortos del año: el Torneo Apertura.
| Peñarol                              | Plaza Colonia                    |
| Campeón del Campeonato Uruguayo 2021 | Campeón del Torneo Apertura 2021 |
| ------------------------------------ | -------------------------------- |

## Partido
| Supercopa Uruguaya 2022; 30 de enero de 2022, 19:00 (UTC-3) | Peñarol             | 1:0 (0:0, 0:0) (t. s.) | Plaza Colonia | Estadio Domingo Burgueño Miguel, Maldonado |                            |
|                                                             | Ayala 120+4' (a.g.) |                        |               | Árbitro(s): Andrés Matonte                 | Árbitro(s): Andrés Matonte |

Campeón

Peñarol
2° título